# Curvatura media
En matemática, la curvatura media {\displaystyle H} de una superficie {\displaystyle S} es una medida extrínseca de curvatura definida en geometría diferencial y que localmente describe la curvatura de una superficie inmersa surface en algunos ambientes como el espacio euclídeo.
El concepto fue introducido por Sophie Germain en su trabajo sobre teoría de la elasticidad.

## Definición
Sea {\displaystyle p} un punto sobre la superficie {\displaystyle S}. Considérense todas las curvas {\displaystyle C_{i}} sobre {\displaystyle S} que pasan a través del punto {\displaystyle p} sobre la superficie. Tales {\displaystyle C_{i}} tienen una curvatura asociada {\displaystyle K_{i}} dada en {\displaystyle p}. De todas esas curvaturas {\displaystyle K_{i}}, al menos una está caracterizada como máxima, {\displaystyle \kappa _{1}} y otra como mínima, {\displaystyle \kappa _{2}}, y esas dos curvaturas {\displaystyle \kappa _{1},\kappa _{2}} son conocidas como las curvaturas principales de {\displaystyle S}.
La curvatura media en {\displaystyle p\in S} es la media de las curvaturas (Spivak, 1999, Volumen 3, Capítulo 2), y de ahí su nombre:
{\displaystyle H={1 \over 2}(\kappa _{1}+\kappa _{2}).}
La curvatura media se puede calcular respecto a los coeficientes de la primera y segunda forma fundamental (Do carmo 1976, capítulo 3, sección 3)
{\displaystyle H={Eg-2fF+Ge \over 2(EG-F^{2})}.}
A partir de esta relación y la fórmula de la curvatura Gaussiana se puede definir el polinomio
{\displaystyle P(\kappa )=\kappa ^{2}-2HK\kappa +K.}
Cuyas raíces son las curvaturas principales {\displaystyle \kappa _{1},\kappa _{2}}.
En general (Spivak, 1999, Volumen 4, Capítulo 7), para una hipersuperficie {\displaystyle T} la curvatura media está dada por 
{\displaystyle H={\frac {1}{n}}\sum _{i=1}^{n}\kappa _{i}.}